# Centrochloa sungularis
Centrochloa es un género monotípico de plantas de la familia de las Poáceas. Su única especie, Centrochloa sungularis Swallen, es originaria de Brasil. 

## Descripción
Es una planta anual; cespitosa. Con culmos de unos 20-75 cm de altura; herbácea; no ramificada arriba. Los nodos de los culmos glabros. Hojas en su mayoría basales; no auriculadas. Las láminas se estrechan; persistente. La lígula es una membrana con flecos. Plantas bisexuales, con espiguillas bisexuales; con flores hermafroditas. Inflorescencia de las ramas principales espigadas (el raquis filiforme); digitadas a subdigitadas. Raquis ahuecados. La inflorescencia espateada; no comprende inflorescencias parciales y de los órganos foliares. Espiguilla fértil ejes con raquis muy delgados; persistentes. 

## Taxonomía
Centrochloa sungularis fue descrita por Jason Richard Swallen y publicado en Journal of the Washington Academy of Sciences 25(4): 192, f. A. 1935.